# 釘隠

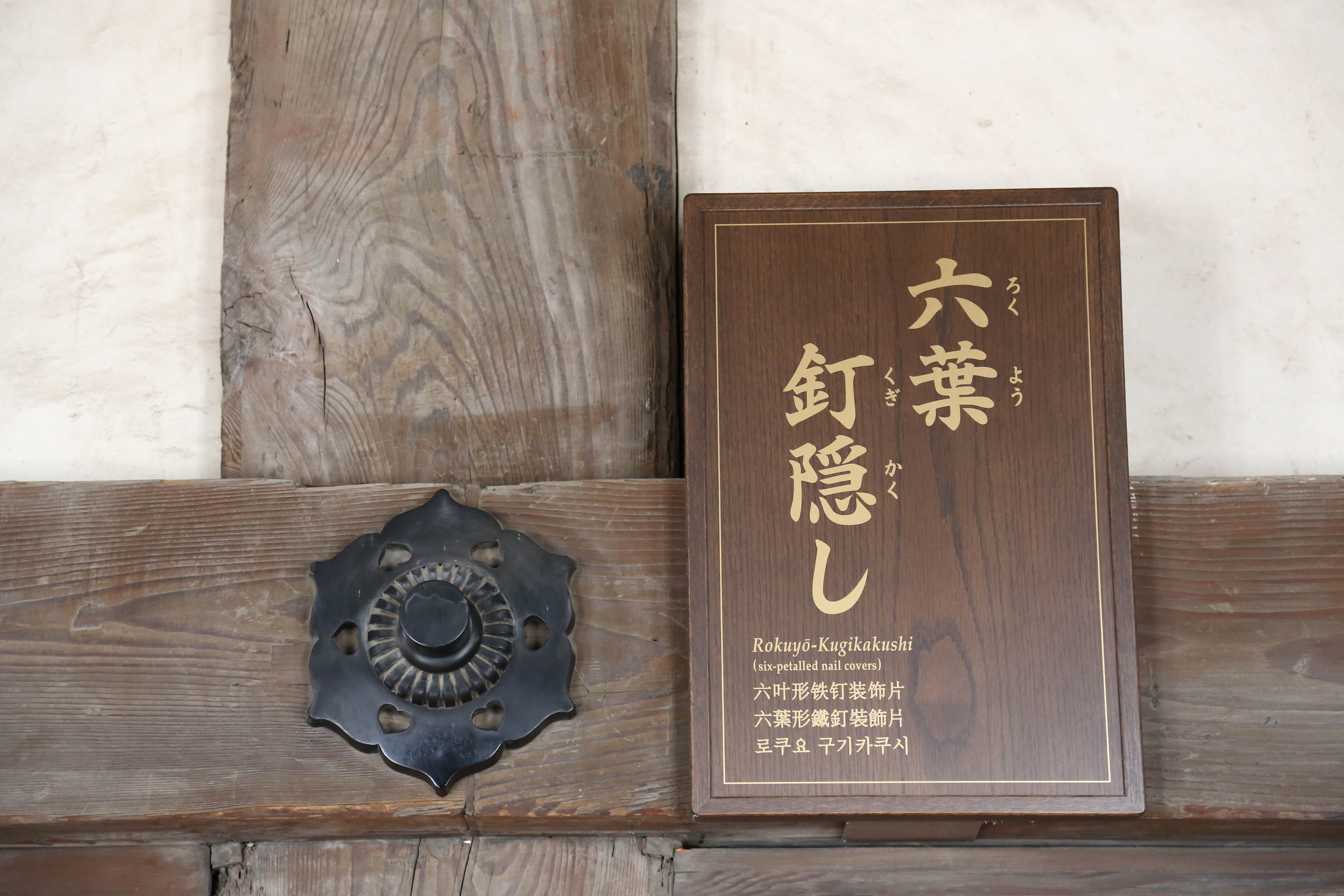
六葉釘隠し(姫路城)

釘隠/釘隠し（くぎかくし）とは、日本建築において、長押(なげし)や扉に打った釘の頭を隠すためにつけられた木製や金属製の装飾のこと。
本来は実用のため付けられたものだが、建築の細部に装飾が豊富になった桃山時代以降には、金銅、銅などで意匠を凝らした飾り金具が多く作られた。水仙を模した桂離宮の釘隠や、西本願寺黒書院や修学院離宮に見られる七宝を施した釘隠などが著名。「くぎがくし」、「くぎおおい」などとも呼ばれる。